# Uromi
Uromi – miasto w Nigerii, w stanie Edo.

## Galeria

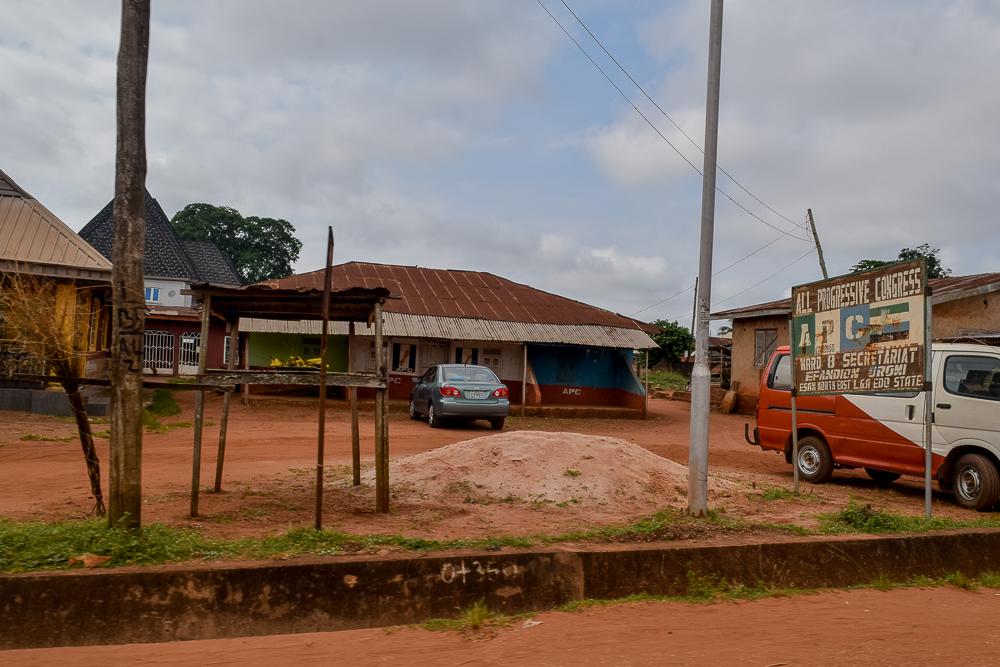
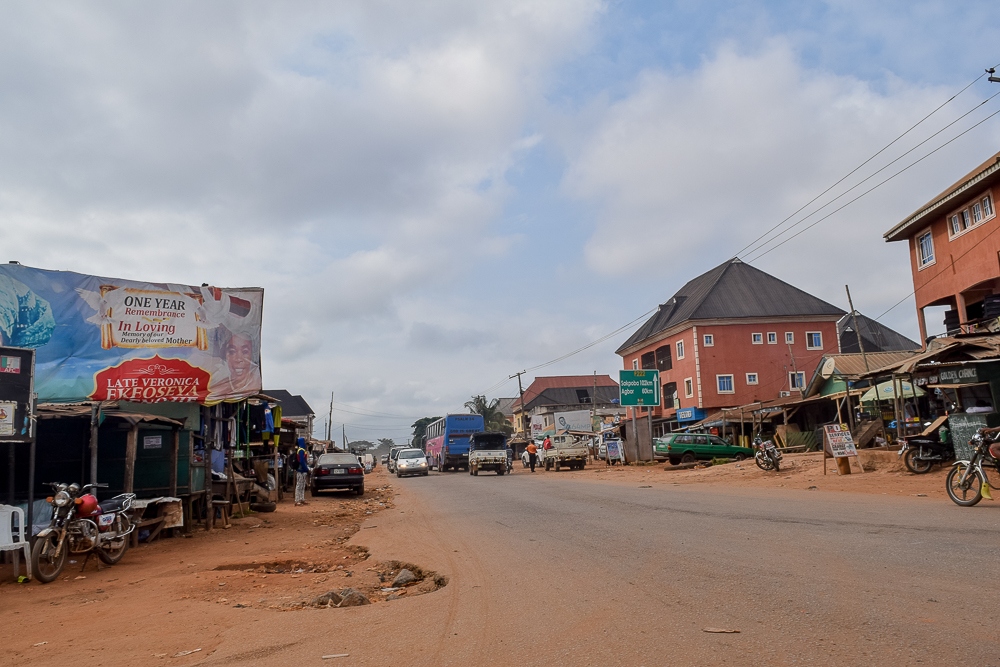
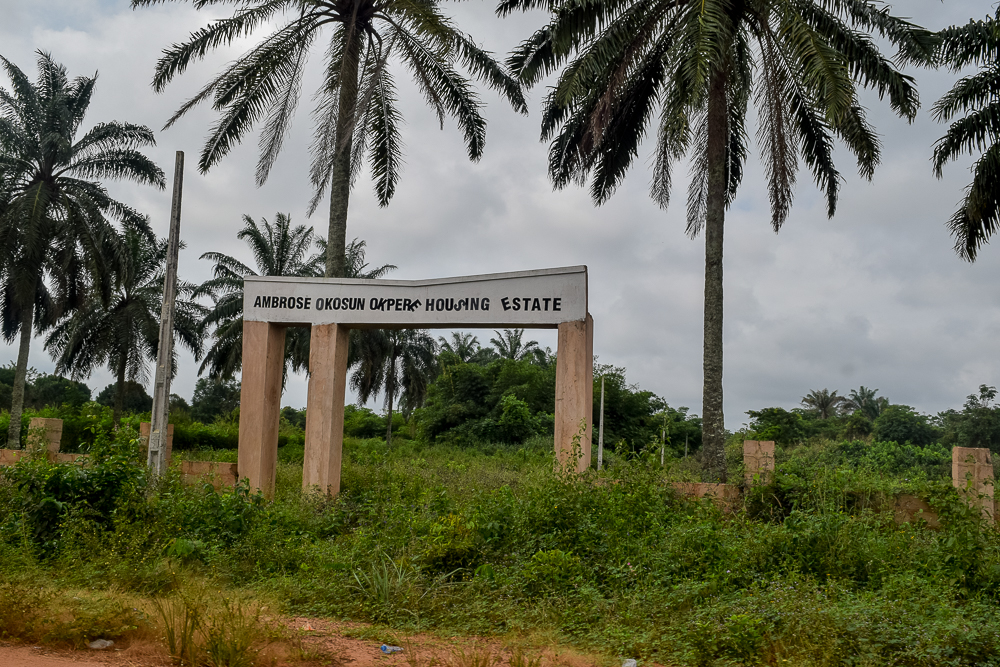
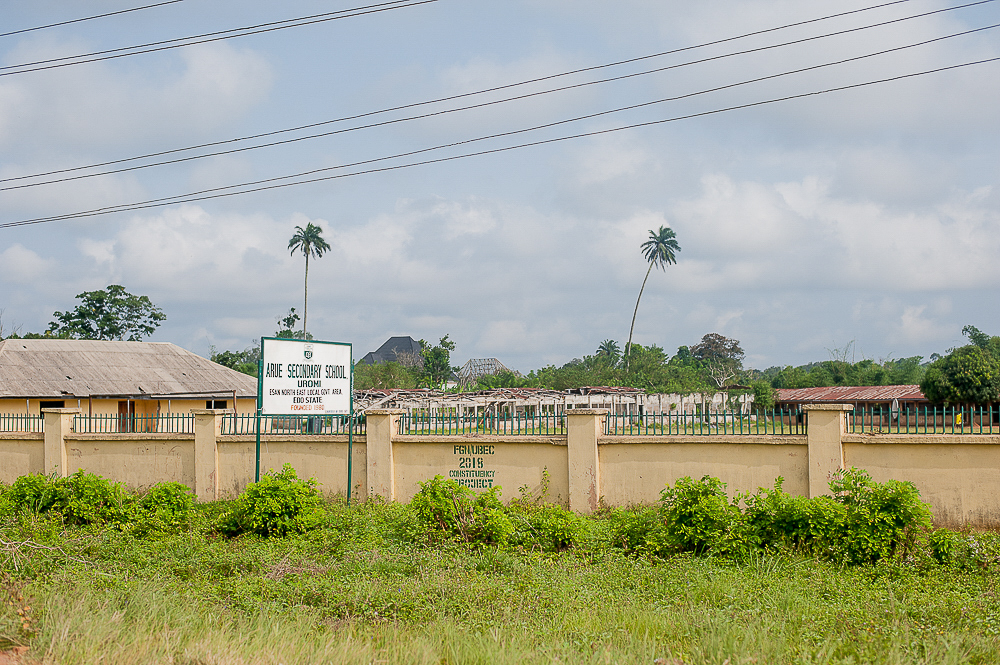
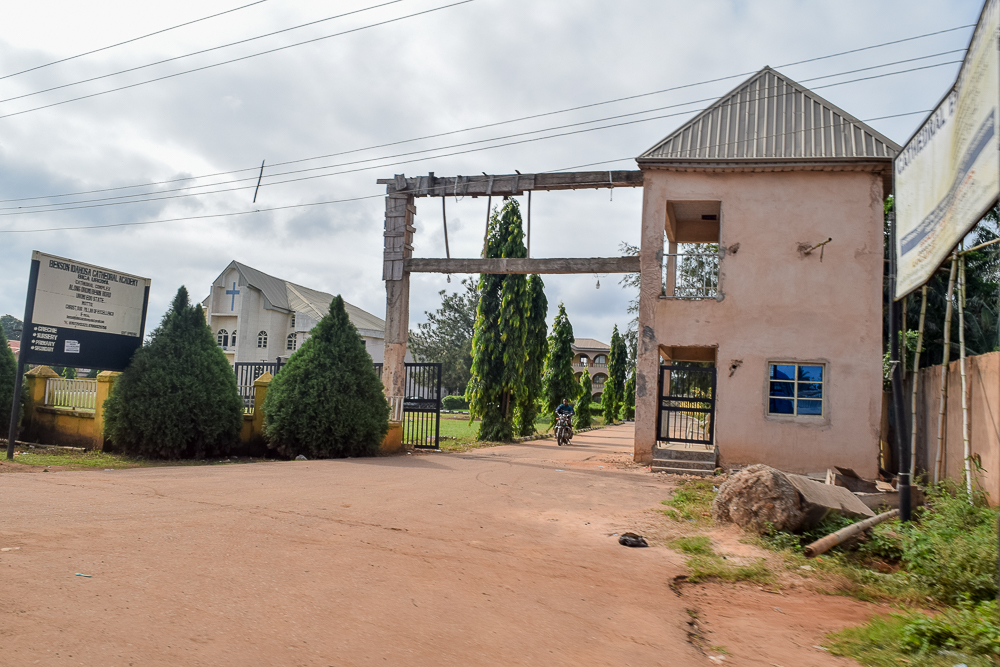
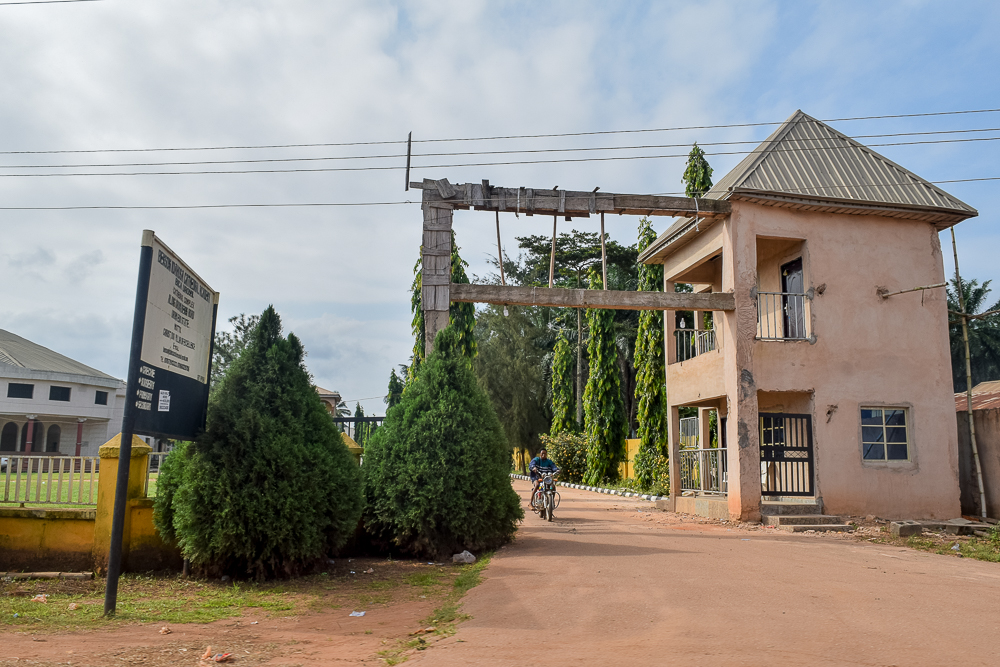
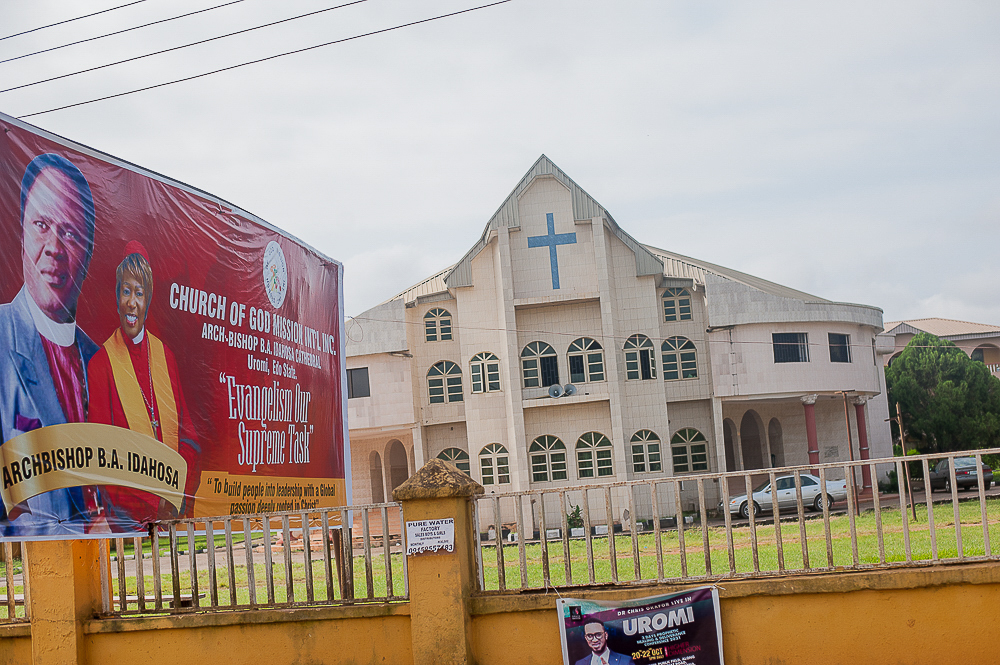
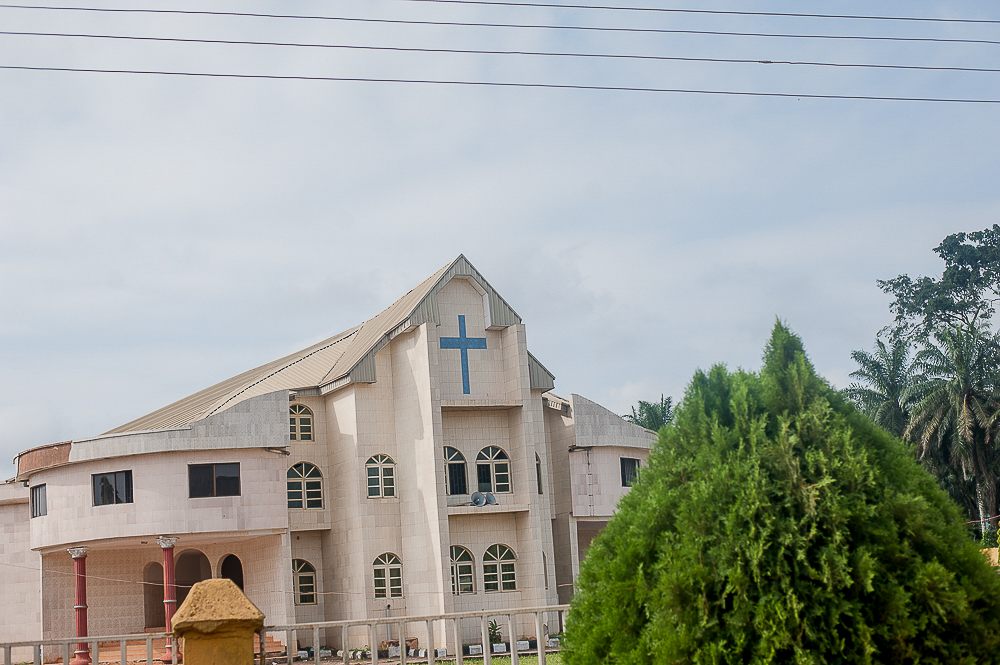
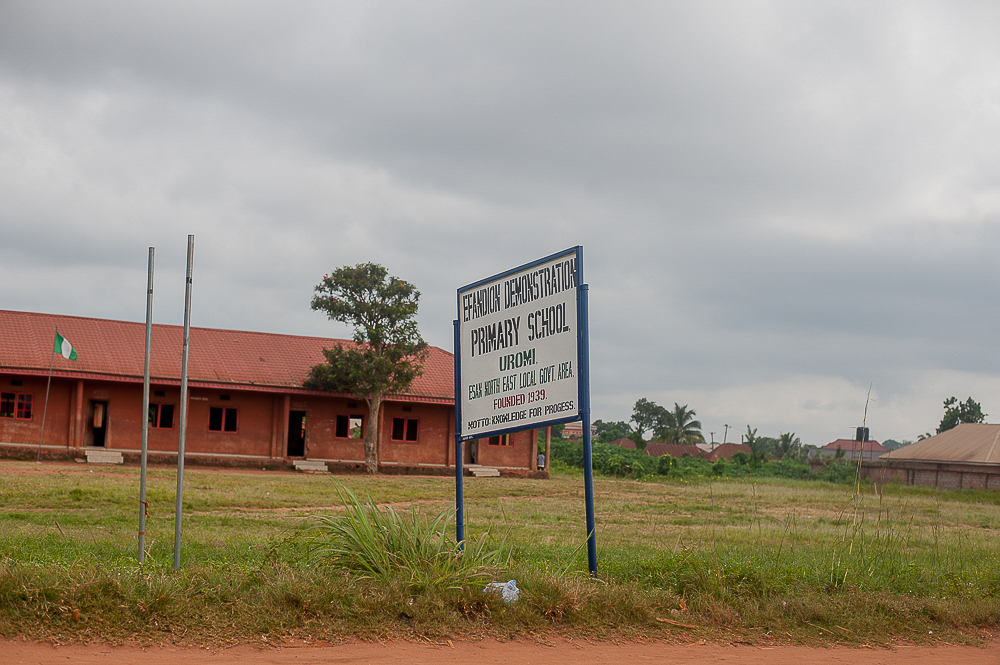
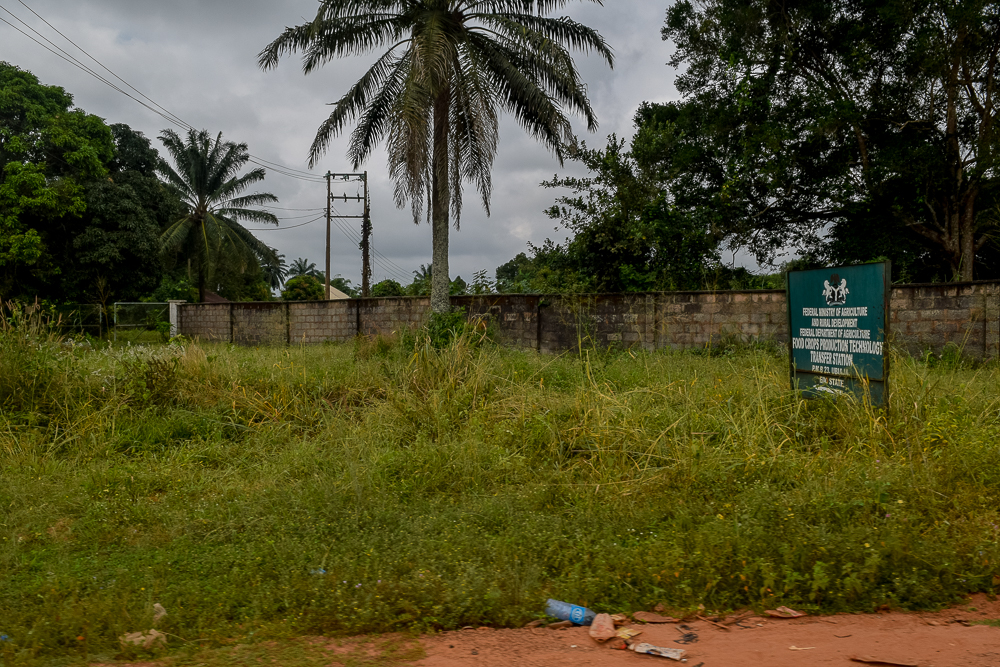
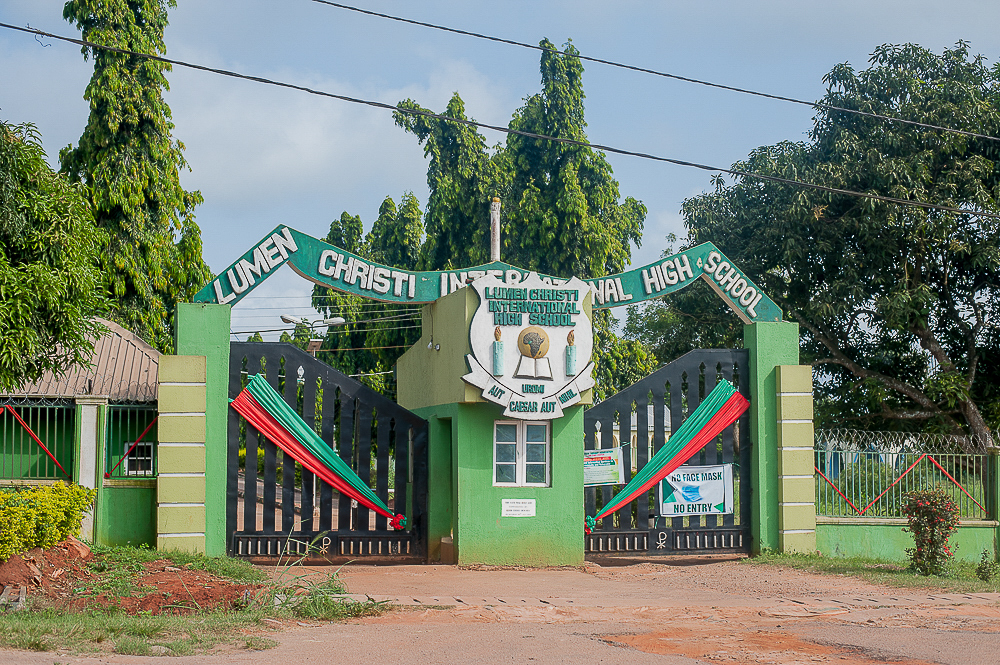
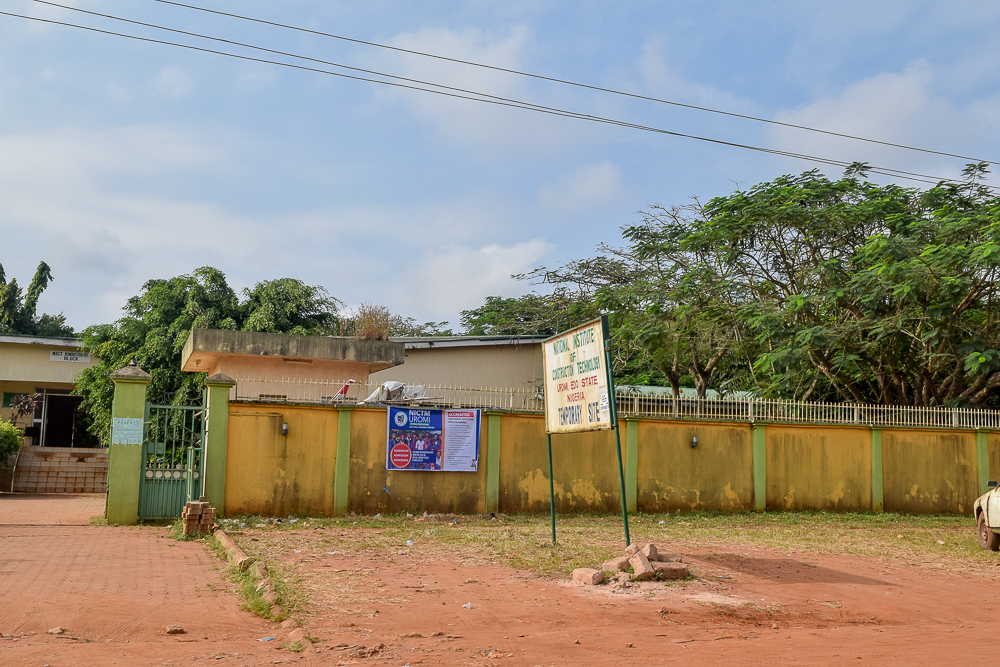
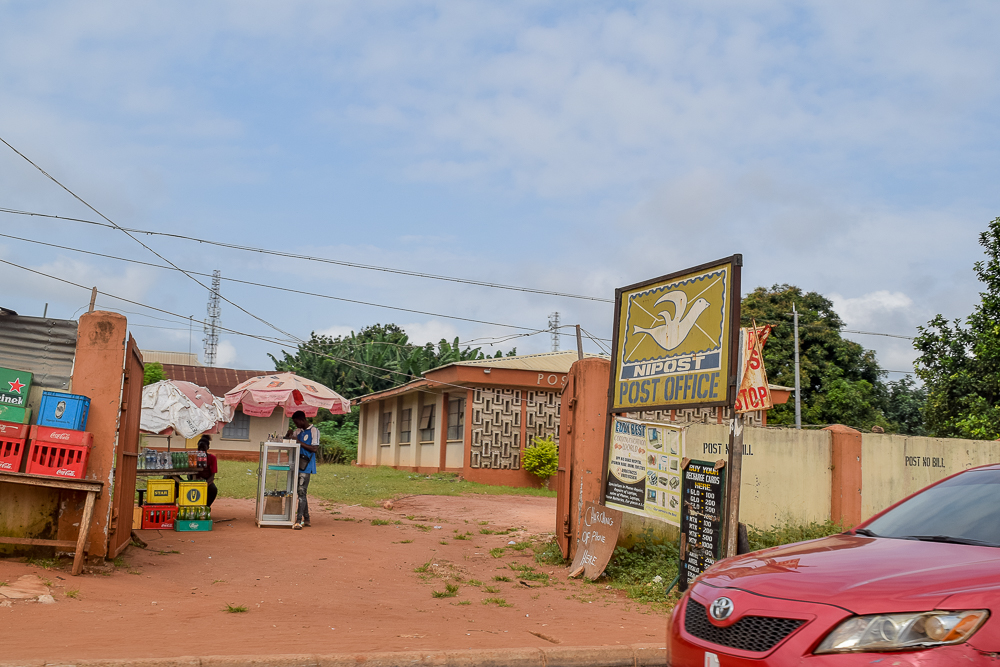
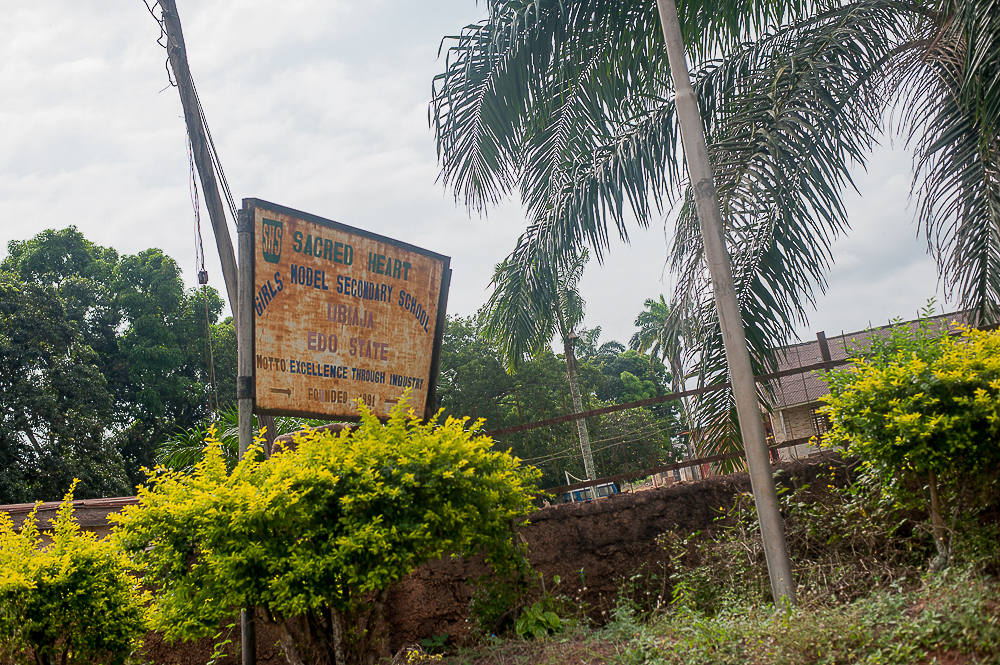
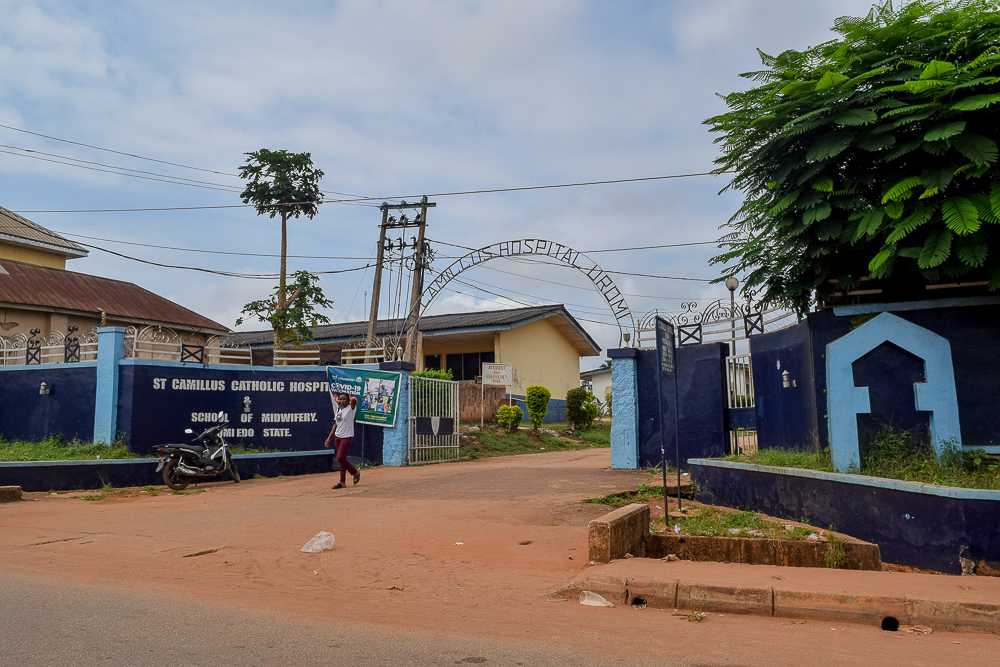
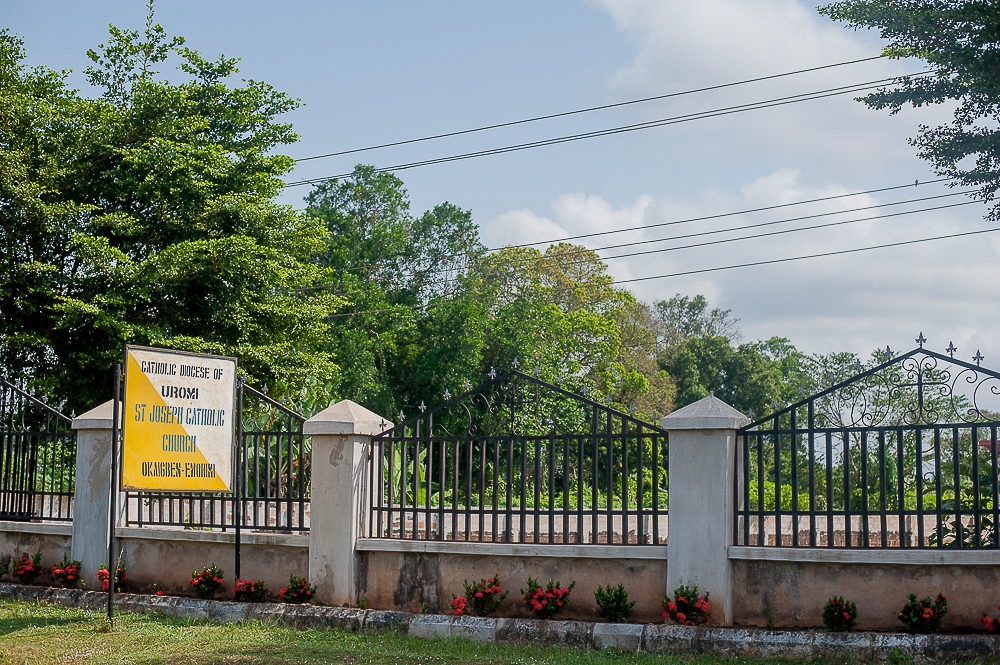